# Catarrhospora mira
Catarrhospora mira är en lavart som beskrevs av Brusse 1994. Catarrhospora mira ingår i släktet Catarrhospora och familjen Porpidiaceae.   Inga underarter finns listade i Catalogue of Life.